# Parque Olímpico de la Juventud
El Parque Olímpico de la Juventud (anteriormente llamado Parque Polideportivo Roca) se encuentra ubicado en la zona sur de la Ciudad de Buenos Aires, en el barrio de Villa Soldati. Creado en 1978 por la Municipalidad de Buenos Aires en tierras que pertenecieron a la vieja Quinta del Molino.
En 2006 fue inaugurado dentro del parque el Estadio Mary Terán de Weiss, en homenaje a la primera tenista argentina de fama internacional. El estadio cuenta con una capacidad de 14.500 espectadores y ha reemplazado al mítico Buenos Aires Lawn Tennis Club, sede de varios de los partidos de tenis más trascendentales de la historia del deporte argentino.  
Fue sede de los eventos de tenis y tiro con arco durante los Juegos Suramericanos de 2006, así como también fue el parque con más actividad deportiva durante los Juegos Olímpicos de la Juventud 2018.

## Remodelación

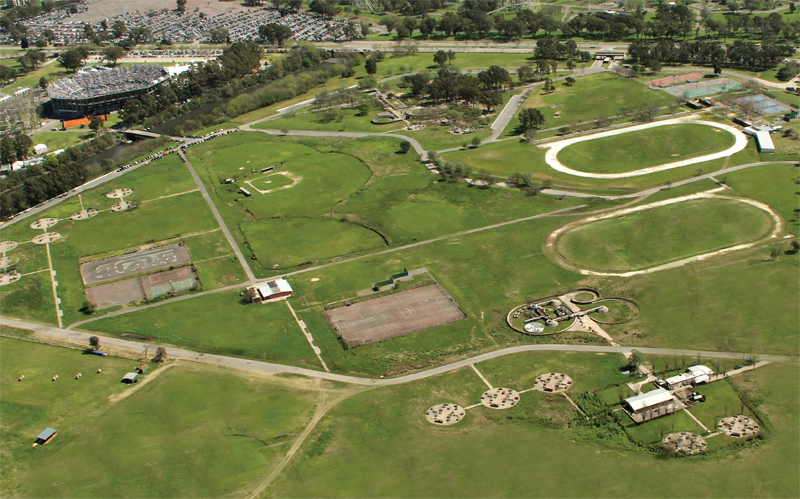
El parque antes de su remodelación. Se pueden observar distintos sectores muy descuidados y en mal estado.

Según informes de la auditoría porteña a 2016 el Polideportivo Parque Roca se encontraba con graves deficiencias de infraestructura, las calles internas se encuentran en condiciones irregulares de mantenimiento con surcos y baches de gran tamaño, los sectores destinados a prácticas deportivas exhiben roturas, óxido y puntas de alambre, rajaduras, desniveles. El sector de “juegos” ubicado sobre el extremo del parque denota la falta de accesorios que los deja inutilizables. El sector parrillas presenta roturas y abandono. Los locales sanitarios se observan en condiciones precarias y la instalación eléctrica es obsoleta y caótica, con roturas o incompletos.
Con motivo de los Juegos de la Juventud 2018, el gobierno de la Ciudad emprendió una remodelación completa del complejo. Esta obra se caracterizó por la construcción de seis pabellones, además de dos pistas de atletismo y canchas de hockey.

## Juegos Olímpicos de la Juventud 2018
El parque albergó los siguientes deportes durante los juegos:
- Judo
- Levantamiento de pesas
- Esgrima
- Pentatlón moderno
- Karate
- Lucha
- Boxeo
- Taekwondo
- Gimnasia
- Natación
- Hockey sobre césped
- Atletismo